# Nano-RAM
Nano-RAM — проприетарная технология компьютерной памяти от компании Nantero. По сути, это тип энергонезависимой памяти, основывающийся на механическом позиционировании углеродных нанотрубок, размещенных на чипообразной подложке. В теории небольшой размер нанотрубок позволит достичь весьма высокой плотности размещения памяти. Nantero зачастую упоминает её сокращенно как NRAM.

## Технология
Технология Nantero основывается на весьма известном эффекте углеродных нанотрубок, когда перекрещивающиеся нанотрубки на плоской поверхности могут или касаться друг друга, или разделяться в вертикальном направлении (по отношению к подложке) за счет притяжения Ван-дер-Ваальса. В технологии Nantero каждая NRAM-«ячейка» состоит из некоторого количества нанотрубок, нанесенных на изолирующие «участки» на металлических электродах. Остальные нанотрубки располагаются над электродом «в воздухе», на высоте примерно 13 нм, растягиваясь между двумя участками. Небольшое пятно золота помещается на вершину нанотрубок одного из участков, обеспечивая электрическое соединение, то есть клемму. Второй электрод находится под поверхностью на расстоянии примерно 100 нм.
Обычно к нанотрубкам, нависающим над электродом, прикладывается небольшое напряжение между клеммой и выше расположенным электродом, в результате чего прохождение тока прекращается. Это представляет состояние «0». Однако, если применить большее напряжение между двумя электродами, то нанотрубки будут притягиваться к верхнему электроду, пока не коснутся его. В этот момент небольшое напряжение, приложенное между клеммой и верхним электродом, позволит току свободно протекать (нанотрубки являются проводниками), означая состояние «1». Состояние может быть изменено путём изменения полярности заряда, прикладываемого к двум электродам.
Использовать данный механизм как память позволяет тот факт, что в обеих позициях нанотрубки стабильны. В отключенном состоянии механическая деформация трубок низкая, поэтому они естественным образом сохраняют эту позицию, тем самым «запоминая» «0». Когда трубки притянуты к контакту при приложении к верхнему электроду нового заряда, в игру вступают крошечные силы Ван-дер-Ваальса, и их оказывается вполне достаточно, чтобы заставить трубки испытать механическую деформацию. Приняв данную позицию, трубки продолжат сохранять её, тем самым «запоминая» «1». Эти позиции довольно устойчивы к внешнему воздействию, например, радиации, которая может стирать или повреждать данные в обычной DRAM-памяти.
Чипы NRAM создаются путём помещения массы нанотрубок на подготовленный чип, содержащий ряды прямоугольных электродов, над которыми немного возвышаются изоляционные слои, располагающиеся между ними. Трубки, попавшие в «неправильные» места, затем удаляются, а золотые клеммы помещаются наверх. Могут применяться любые методы для выбора единственной ячейки для записи, например, второй набор электродов может работать в противоположном направлении, формируя сетку, или они могут быть выбраны приложением напряжения к клеммам, означая, что только эти выбранные ячейки получат полное напряжение, достаточно высокое для изменения данных.
На данный момент метод удаления ненужных нанотрубок делает систему довольно непрактичной. Точность выполнения и размер машинной эпитаксии значительно «больше», чем размер ячеек, создаваемых другими способами. Существующие экспериментальные ячейки обладают очень низкой плотностью, сравнимой с существующими системами, и для придания системе практической ценности должны быть представлены новые способы производства.

## Преимущества
NRAM обладает плотностью, по крайней мере, в теории, сходной с DRAM. DRAM состоит из некоторого числа конденсаторов, представляющих собой, по сути, две небольших металлических пластины с тонким слоем диэлектрика между ними. NRAM в этом схожа, обладая клеммами и электродами приблизительно такого же размера, что и пластины в DRAM, а нанотрубки между ними существенно меньших размеров, поэтому их размер никак не влияет на общий размер ячейки. Однако существует минимальный размер, при котором можно создавать DRAM-чипы, ниже которого просто не будет хватать заряда, который ячейка сможет сохранить для чтения. NRAM, судя по всему, ограничен лишь современными техническими достижениями в литографии. Это означает, что NRAM может достичь большей плотности по сравнению с DRAM, что подразумевает удешевление производства, если станет возможным контролировать области нанесения углеродных нанотрубок по той же схеме, что и полупроводниковая промышленность контролирует размещение компонентов на кремнии.
Более того, в отличие от DRAM, NRAM не требует энергии для «обновления» данных, и будет удерживать данные даже после отключения питания. Дополнительное питание, требуемое для записи информации, гораздо ниже, чем у DRAM, накапливающей заряд на пластинах. Это означает, что NRAM будет конкурировать с DRAM не только за счет стоимости, но и благодаря меньшему потреблению энергии для запуска, и в итоге будет существенно быстрее (производительность операций записи в основном определяется необходимостью накопления полного заряда). NRAM теоретически может достичь производительности, сходной с SRAM, которая быстрее DRAM, но обладает значительно меньшей плотностью размещения, из-за чего и стоит гораздо дороже.
В сравнении с другими технологиями NVRAM (Энергонезависимая память или Non-Volatile RAM), NRAM обладает потенциалом, который может обеспечить значительное преимущество. Наиболее распространенным видом NVRAM на сегодняшний день является флеш-память, которая сочетает в себе бистабильную (то есть обладающую двумя устойчивыми состояниями) транзисторную цепь, более известную как триггер (что является основой и SRAM), с высокопроизводительным изолятором, обернутым вокруг одного из оснований транзистора. После записи информации изолятор удерживает электроны на базовом (нижнем) электроде, тем самым запоминая состояние «1». Однако для изменения этого состояния изолятор должен быть «перезаряжен» для удаления любого заряда, хранившегося там. Это требует высокого напряжения (примерно 10 Вольт), что существенно превышает возможности батареи. Флеш-системы для этого должны содержать в себе генератор «подкачки заряда», который будет постепенно накапливать энергию и выдавать её при высоком напряжении. Этот процесс не только очень медленный, но и при этом повреждает изолятор. По этой причине флеш-память имеет весьма ограниченный жизненный цикл, составляющий примерно от 10,000 до 1,000,000 циклов перезаписи, после чего устройство уже не будет работать эффективно.
NRAM потенциально лишен этих проблем. Процессы чтения и записи малозатратны в плане энергии по сравнению с флеш-памятью (или DRAM, с этой точки зрения), подразумевая, что NRAM будет способствовать более продолжительной жизни батареи в обычных устройствах. Также это может ускорить операции записи, в случае если NRAM заменит как флеш-память, так и DRAM. Современный сотовый телефон зачастую использует флеш-память для хранения телефонных номеров и другой информации, DRAM используется в качестве оперативной памяти для достижения наибольшей производительности (так как флеш-память слишком медленна для этого), а небольшие фрагменты SRAM используются в процессоре из-за того, что DRAM слишком медленна, чтобы её здесь использовать. NRAM теоретически в состоянии заменить все эти виды памяти, некоторый объем NRAM-памяти, помещенный на ЦПУ, вполне сможет выполнять функции кэша процессора, а другие чипы смогут взять на себя функции DRAM и флеш-памяти.

## Сравнение с конкурирующими технологиями
NRAM — одна из множества новых систем памяти, большинство из которых позиционируются в качестве «универсальных», аналогично NRAM — обещается замена всему, начиная с флеш-памяти и заканчивая DRAM и SRAM.
Единственной альтернативной технологией памяти, готовой к коммерческому использованию, является FRAM (сегнетоэлектрическая память, FeRAM). В чипах FeRAM добавлено некоторое количество сегнетоэлектрического материала в так называемую «обычную» DRAM-ячейку, состояние поля применительно к материалу кодирует бит без разрушительных последствий для ячейки. FeRAM обладает всеми преимуществами NRAM, хотя и наименее возможный размер ячейки существенно превышает размер ячейки NRAM. FeRAM на данный момент используется в нескольких областях, где ограниченное число циклов записи флеш-памяти представляет существенную проблему. Операции чтения FeRAM по своей сути деструктивны для данных, требуя после чтения восстановительной операции записи.
Среди других предполагаемых кандидатов особо выделяют перспективные технологии MRAM и PRAM. MRAM основана на решетке из магнитных туннельных соединений. Ключом к потенциалу MRAM является способ чтения памяти, использующий туннельный магниторезистивный эффект, позволяя считывать память без разрушающего эффекта и затрачивая достаточно немного энергии. К сожалению, первое поколение MRAM, которое использовало поле, индуцирующее запись, уперлось в предел с точки зрения размера, который превосходил аналогичные показатели у существующих флеш-устройств. Тем не менее, две новых MRAM-технологии в настоящее время находятся в разработке и поддерживают обещания преодолеть ограничение размера, делая MRAM более конкурентоспособной даже по сравнению с флеш-памятью. К этим технологиям относятся Thermal Assisted Switching (TAS), разрабатываемая компанией Crocus Technology, и Spin Torque Transfer (STT), над которой работают Crocus, Hynix, IBM, а также несколько других компаний.
Память PRAM основана на технологии, схожей с той, что применяется в перезаписываемых CD и DVD-дисках, используя фазовый переход состояний материала, изменяющего свои магнетические и электрические свойства вместо оптических (изменение оптических свойств используется в CD и DVD, а в чипах они не применимы). Материал для PRAM сам по себе является масштабируемым, но требует значительно больший источник тока.
Благодаря значительным инвестициям в производство флеш-памяти (фабрики и пр.), на данный момент не существует памяти, способной заменить на рынке флеш-память.

## Продвижение
31 августа 2016 года компании Fujitsu Semiconductor и Mie Fujitsu Semiconductor заявили о покупке лицензии на разработку и коммерческое производство памяти NRAM. Первая партия продукции будет произведена в 2018 году по техпроцессу 55 нм с последующим переходом на 40 нм.